# Assassinat de Natalia Melmann
L'assassinat de Natalia Melmann, una jove estudiant argentina de 14 anys d'edat, va tenir lloc el 4 de febrer de 2001 a la ciutat de Miramar (província de Buenos Aires).
Gustavo Daniel «El Gallo» Fernández, un exconvicte de 30 anys amb vincles amb la policia de Miramar, va seguir Natalia en sortir de la discoteca Amadeus. A pocs carrers de distància del local el subjecte la va interceptar obligant-la a pujar al maleter d'un cotxe per la força. El vehicle va ser conduït per efectius policials de Miramar, el sergent primer Óscar Alberto Echenique i els caporals Ricardo Alfredo Suárez i Ricardo Anselmini, a una cabana sense aigua ni llum als afores de la ciutat, en un sector anomenat Copacabana. Allí seria víctima de tortures, violacions i, finalment el seu assassinat, perpetrat amb un cordó de sabatilla amb el qual va ser asfixiada fins a donar-li mort.
Investigacions posteriors vinculen cinc involucrats, ja que a l'anàlisi al cos de la jove van ser trobats cinc rastres genètics diferents, presumptament tots de membres del cos policial de Miramar.
Al setembre de 2002 va donar inici el judici contra Suárez, Anselmini i Echenique, on van ser trobats culpables i condemnats a presó perpètua. Per part seva, Fernández va ser condemnat a 25 anys de presó pel delicte de segrest, encara que es van agregar anys a la seva condemna per un altre crim anterior.
El cas va obtenir una gran rellevància nacional, traduint-se en marxes multitudinàries per trobar Natalia com més aviat millor, les quals un cop trobat el seu cos es van congregar en protestes per exigir justícia per la jove. Tal va ser la manifestació de la ciutadania que els pares de la jove van rebre a casa seva el president Fernando de la Rúa i el governador de la província, Carlos Ruckauf.

## Biografia
Al moment del seu assassinat cursava la seva educació a l'Escola Secundària Núm. 1 Rodolfo Walsh. Era una estudiant excel·lent, elegida com a delegada de la seva promoció per les seves excel·lents notes i pretenia convertir-se en obstetra, segons va comunicar als pares.

## Assassinat
La matinada del 4 de febrer del 2001, Natalia Mariel Melman, que aleshores cursava el seu ensenyament secundari, va sortir a ballar amb dues amigues a la zona de la costa miramarenca. Aquella nit van anar a més d'una discoteca; la primera va ser La Cantina, un local ubicat a pocs metres del moll de Miramar. Més tard van decidir anar a Amadeus, un altre local ubicat a l'avinguda 12 i carrer 35, a poca distància del primer lloc visitat. Natalia va decidir anar-se'n del local i tornar a casa seva, sent l'última vegada que testimonis asseguren haver-la vist.
Prop de les 07:00h, mentre tornava, Gustavo «El Gallo» Fernández va abordar la jove obligant-la mitjançant cops i empentes a pujar al que (testimonis asseguren) era una camioneta policíaca. Després va ser portada contra la seva voluntat a una casa ubicada a l'extrem sud de Miramar, al barri anomenat Copacabana. En aquest recinte la jove va ser torturada i violada en reiterades oportunitats per cinc policies, segons presumeix la justícia Argentina per, més tard, ser escanyada amb un llaç confeccionat amb el cordó d'una de les sabatilles de la jove, fins a provocar-li la mort per asfíxia.
Després d'haver comès l'homicidi, es presumeix que van mantenir el cos ja sense vida de la noia durant quatre dies a la casa; per més tard, després de començada la recerca de Natalia pels seus pares i la gent de Miramar, es va traslladar el cos al viver dunícola Florentino Ameghino, deixant les restes de la jove al costat d'una zona de boscos, cobert amb fulles i branques.

## Recerca
El matí del 4 de febrer del 2001, Laura Calampuca va notar que la seva filla no havia tornat a dormir a casa la nit anterior, cosa que a l'instant va aixecar sospites a la mare, ja que la jove solia sempre avisar on o què faria. En primera instància la van buscar a les cases de les seves amigues, a hospitals i a la platja. Arribada la nit sense tenir rastres de la noia, els pares van efectuar la denúncia per desaparició de la menor, que la policia va tractar com si fos una «fuita de la llar».
La municipalitat de Miramar va facilitar a la família una oficina que tenien en desús pel fet que ells no posseïen ni tan sols un telèfon on rebre la informació sobre el cas, perquè la gent pogués acostar-se a col·laborar amb aportacions a l'aclariment de la desaparició. Els pares es van encarregar d'empaperar el frontis de l'oficina, que era de vidre, amb cartells de la cara de la noia perquè aquell que tingués informació pogués ingressar a l'oficina sense sentir-se exposat i d'alguna manera es resguardés la identitat dels testimonis.
Els dies que van seguir, els seus pares van recórrer diferents zones de Miramar buscant exhaustivament conjuntament amb amics i coneguts de la família que es van posar a disposició de la causa d'una recerca que, al seu torn, s'estenia a Mar del Sur, localitat ubicada a poc menys de 20 quilòmetres de Miramar, on hi havia rumors d'haver-la vist amb vida. Es formaven grups que recorrien organitzats diferents llocs.
El 8 de febrer d'aquell mateix any les restes de Natalia van ser trobades sense vida per un menor d'edat que buscava llenya al viver dunícola Florentino Ameghino, a tan sols 800 metres del lloc on havia estat rastrejant la policia. El seu cos presentava cremades, havia estat violada, torturada i escanyada amb el cordó de la seva pròpia sabatilla.
Gustavo Melmann, pare de Natalia, havia viatjat a Necochea a la recerca de gossos rastrejadors que poguessin complementar les recerques que cada dia estaven fent. Va acabar assabentant-se per la televisió que havia aparegut el cos sense vida de la seva filla.

## Judici
Donades les condicions irregulars del cas i l'encobriment policial denunciat per la família, no va ser fins al setembre del 2002 que va ser dut a terme el judici, on es van jutjar tres dels cinc sospitosos d'assassinat: Ricardo Suárez, Oscar Echenique i Ricardo Anselmini, i d'un quart subjecte, Gustavo Fernández, que va ser assenyalat com el responsable d'haver lliurat Natalia. A mitjan octubre d'aquell mateix any el Tribunal Oral Criminal 2 de Mar del Plata va comprovar mitjançant mostres de pell, saliva i pèl púbic la culpabilitat dels tres involucrats, a més de rastres de terra que van quedar a la sabatilla de Natalia que eren compatibles amb la terra de la casa ubicada a Copacabana van servir com a proves en el judici del crim.
El tribunal va condemnar els policies Oscar Echenique, Ricardo Anselmini i Ricardo Suárez a presó perpètua amb agreujants per ser considerats coautors dels delictes de privació il·legítima de la llibertat agreujada, abús sexual agreujat i homicidi triplement qualificat per acarnissament, traïdoria i en concurs o més persones. També es va condemnar Gustavo «El Gallo» Fernández a 25 anys de presó.

## Rellevància
L'aparició del cos va desfermar la fúria a la població miramarenca. Sumada la circulació de la versió en què la policia estava involucrada amb el cas, el poble va reaccionar, pel seu compte, apedregant la comissaria, destruint gairebé per complet l'immoble.
A partir d'aquest punt cada nit es van fer marxes exigint l'aparició de Naty; s'estima que cada nit van marxar gairebé vuit mil persones, en què, fins i tot, van arribar a participar milers de turistes. El cas va adquirir una rellevància tal que autoritats governamentals com el president Fernando de la Rúa i el seu ministre de seguretat, Ramón Verón, es van veure en l'obligació de rellevar del càrrec el comissari Carlos Grillo, encarregat inicial de la investigació.

## Documental
El 2018, la periodista Constanza Marina Sagula va realitzar un documental de 42 minuts que presenta la lluita de la família Melmann i amics.